# Steel Trap

Steel Trap est un film allemand réalisé par Luis Cámara, sorti en 2007.

## Synopsis
Assistant à une fête du nouvel an dans un immeuble désaffecté, un groupe de personnes qui ne se connaissent pas reçoivent chacun un texto les invitant à une autre fête se déroulant plusieurs étages plus bas. S'y rendant par curiosité, ils ne se doutent pas qu'un tueur sadique leur a concocté un jeu de piste des plus macabre.

## Fiche technique
- Titre : Steel Trap
- Réalisation : Luis Cámara
- Scénario : Luis Cámara et Gabrielle Galanter
- Production : Daniel Baur, Pierre David, Florian Puchert, Oliver Simon et Dirk K. van den Berg
- Sociétés de production : Abnormal Pictures et K5 Film
- Musique : Florian Moser
- Photographie : Patrick Popow
- Montage : Wolfgang Weigl
- Décors : Tim Pannen
- Costumes : Inga Cuypers
- Pays d'origine : Allemagne
- Format : Couleurs - 1,77:1 - Dolby Digital - 35 mm
- Genre : Horreur, thriller
- Durée : 90 minutes
- Dates de sortie : 7 novembre 2007 (sortie vidéo Espagne), 25 janvier 2008 (Fantastic'Arts), 4 avril 2008 (festival de Bruxelles)
- Interdit aux moins de 12 ans

## Distribution
- Georgia Mackenzie : Kathy
- Mark Wilson : Wade
- Pascal Langdale : Robert
- Julia Ballard : Nicole
- Joanna Bobin : Pamela
- Annabelle Wallis : Melanie
- Adam Rayner : Adam
- Frank Maier : le tueur
- Kellie Jaxson : une fille

## Autour du film
- Le tournage s'est déroulé à Cologne.